# 대전략 게임
대전략 게임(영어: Grand strategy game, GSG) 또는 대전략 전쟁 게임(영어: Grand strategy wargame)은 대전략(국민 국가나 제국의 자원의 이동과 이용 수준의 군사 전략)에 초점을 맞춘 전쟁 게임 장르이다.

## 게임의 범위
대전략 게임은 일반적으로 전쟁이나 전쟁의 기간에 초점을 맞추고 있다. 개별 부대나 군대가 주된 주제이지 않을 수 있다. 대신, 작전 속 전구에 집중한다. 관련국들의 자원이 장기적인 전쟁의 일환으로 동원될 수도 있다. 시뮬레이션은 일반적으로 군사적 충돌뿐만 아니라 정치적, 경제적 충돌도 포함한다.

## 같이 보기
- 4X